# 正山小種
ラプサン・スーチョン (英語: Lapsang souchong、中国語: 正山小種、立山小種、)、煙茶 / 烟茶（エンチャ）は、紅茶の一種。
紅茶の茶葉を松葉で燻して着香したフレーバーティーの一種で、癖のある非常に強い燻香が特徴である。産地は中国福建省武夷山市周辺の一部で、正山（しょうざん / チェンシャン、北京語：Zhèngshān）あるいは立山（りゅうざん / ラプサン、広東語：Laap6 saan1）は武夷山の俗称である。現地では半発酵茶の岩茶類と区別し、単に紅茶とも称する。小種 (xiao-zhong，souchong) は岩茶の原料ともなる茶樹の一種だが、紅茶の等級を表すスーチョンの語源でもある。
同じ製法で生産地が異なる外山小種（Tarry Souchong、タリー・スーチョン）なども存在する。
生産茶のほとんどはイギリスへ輸出され、日本もイギリスから輸入しており中国茶と扱われない場合もある。
日本にウィスキー樽材や桜材を燃料に使用した燻香和紅茶である静岡産の富士山小種（フジサンスーチョン）が存在する。

## 発祥
正山小種の発祥は紅茶の成り立ちとも関連する伝承がある。武夷山の桐木村では古くから岩茶が作られていたが、明代から清代へ移行する17世紀の混乱期に、軍隊がこの村へ進行して駐屯中は茶を製造できなかった。軍隊の退去後、茶葉乾燥の効率向上を目して松を燃焼させたところ茶葉に香りが定着し、正山小種が生まれた。軍隊の駐屯で作業が停止して茶葉の発酵が進み、最初の紅茶となったとも言われるが、紅茶の成立は未だ諸説が存在して明確な結論にはない。

## 特徴

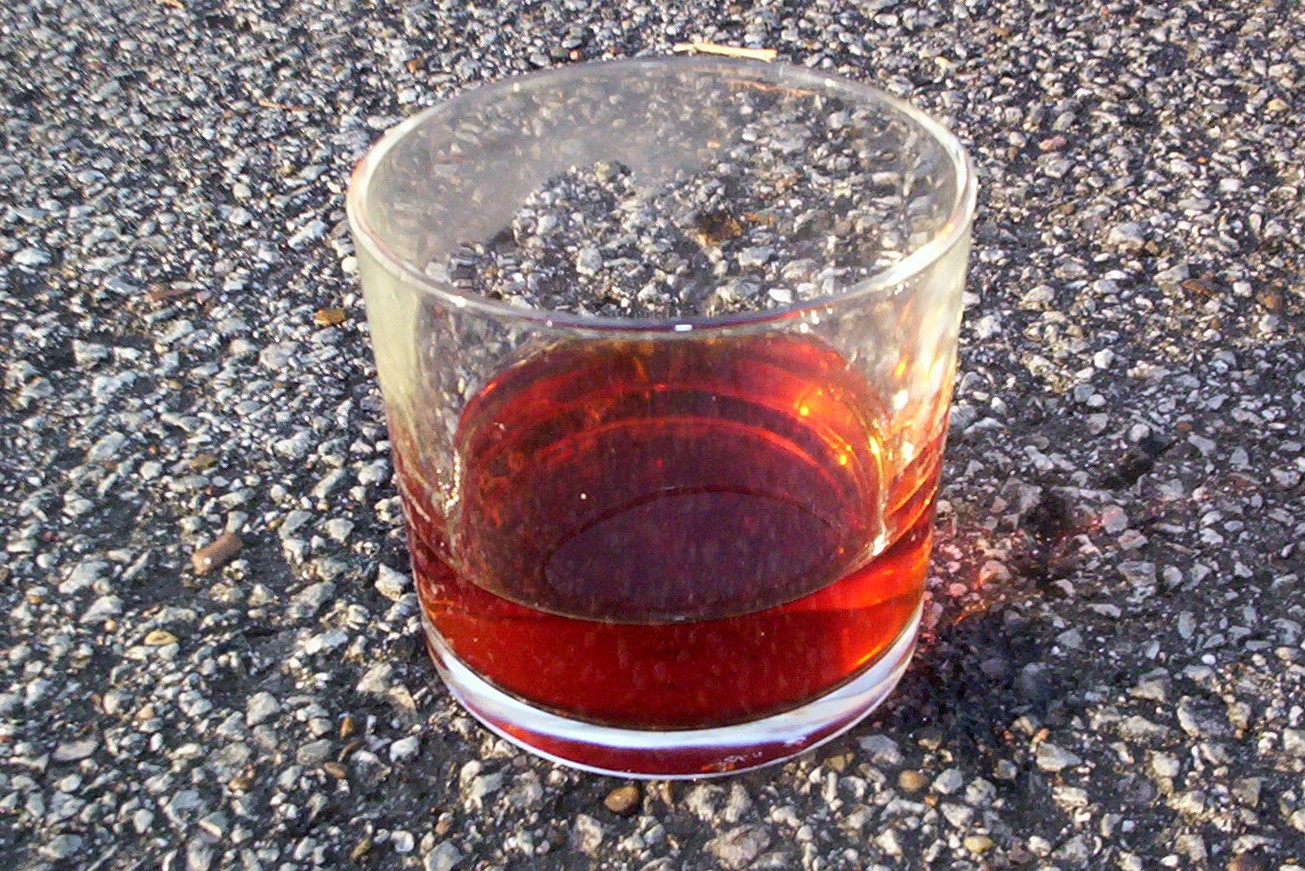
淹れたラプサン・スーチョン

スモーキーなフレーバーで渋みも感じられる。日本でしばしばその香りが正露丸にたとえられるが、松葉の燻香と正露丸の主成分であるクレオソートの香りが酷似しているためである。硬水で淹れると風味や香りが軽くなる。香りに強い特徴があり嗜好が分かれるが、魅せられる紅茶愛飲家も多い。そのまま飲むこともできるが、手持ちの茶葉にアクセントとして本種を加える方法が一般的である。